# Linux Documentation Project
Linux Documentation Project (LDP) は、GNUやLinux関連の大量のドキュメントを保管し、オンラインで公開しているボランティアプロジェクトである。ハッカーなどのユーザがドキュメントを互いに共有する方法として始まった。ドキュメントはプロのシステムアドミニストレータなどのヘビーユーザー向けである傾向があるが、初心者向けのチュートリアルも含まれている。

## 歴史
LDPは、1992年にFTPサイトとして始まり、1993年にはMetaLabでWorld Wide Webに公開された。これは史上初のLinux関連のWebサイトだったと考えられている。  
LDPは今日までに多くの著者によって寄稿された475以上のドキュメントを提供しており、そのうち約12冊は書籍の長さに相当する。これらの書籍の多くはオライリーメディアを含む主要な技術出版社から印刷版で入手可能である。  
2008年9月1日、LDPは著者とユーザーのやり取りを改善するためにウィキを開始し、ドキュメントをウィキ形式に変換する計画を立てた。また、移植するページのリストも作成された。  
しかし、2020年7月現在、LDPはアクティブではない。「最近の変更」の最後のエントリは2016年1月29日であり 、最後のガイドは2014年3月に追加された。  

## 内容
LDPは、ユーザーが特定の目的を達成するために取るべき具体的な手順を指示するハウツー文書を多数発行した。これらの目標は、特定のモデムの設定など非常に具体的な場合もあれば、ISPのネットワークの管理方法など非常に広範な場合もある。  
ガイドは非常に広範なトピックを扱っており、セキュリティやネットワークなどの幅広いテーマを扱う場合は、一般に書籍ほどの長さになる。  
LDPは、よくある質問(FAQ)リスト、マニュアルページ、その他のドキュメント、および2つのWebマガジン(Linux GazetteとLinux Focus)も発行した。  
LDPドキュメントの多くはGNU Free Documentation License(GFDL)でライセンスされている。自由に配布できる限り、他の多くのライセンスも使用される。現在のポリシーではGFDLが推奨されている。  